# La Mercè de Pontons
La Mercè de Pontons és una obra de Pontons (Alt Penedès) inclosa a l'Inventari del Patrimoni Arquitectònic de Catalunya.

## Descripció
L'església de la Mercè està situada al nucli urbà de Pontons, al costat mateix de la riera, gairebé sota un pont. És una construcció d'una sola nau, amb dues capelles laterals. La coberta és amb volta de maó pla sustentada per arcs parabòlics. És d'un llenguatge neomodernista.